# AMD 프리싱크
프리싱크(FreeSync)는 액정 디스플레이를 위한 적응 동기화 기술의 브랜드 이름으로, 내용물의 프레임 레이트와의 불일치에 의해 발생되는 티어링, 끊어짐을 감소시키기 위한 동적 화면 재생 빈도를 지원한다.
프리싱크는 AMD에 의해 개발되었으며 2014년 엔비디아의 사유 G-Sync와 경쟁하기 위해 처음 발표되었다. 로열티 제약이 없으며 자유로이 사용할 수 있고 성능 제약이 없다.

## 개요
프리싱크는 복잡한 게임 콘텐츠를 렌더링할 때 불규칙한 GPU 로드와 고정 비디오 콘텐츠에 사용되는 낮은 23.97/24/29.97/30 Hz로 인해 발생하는 가변 프레임 레이트에 디스플레이 화면 재생 빈도를 동적으로 적용한다. 이는 비디오 인터페이스가 현재 프레임을 완료해야 하는 것과 전송 도중 새로운 프레임을 시작할 때 (수직 동기화가 꺼진 상태에서) 발생하는 스크린 테어링으로 인한 스터터링 지연을 제거하는 데 도움이 된다. 이 표준이 지원하는 화면 재생 빈도 범위는 디스플레이가 보고하는 기능에 기반한다. 프리싱크는 플러그 앤 플레이에 의해 자동으로 활성화될 수 있어 운영체제와 최종 사용자에게 투명하다. 프리싱크는 AMD 그래픽 카드에만 국한되지 않으며, 일부 엔비디아 그래픽 카드 및 일부 비디오 게임 콘솔과도 호환된다.
다른 화면 재생 빈도 간의 전환은 사용자에게 매끄럽고 감지할 수 없다. 동기화 메커니즘은 비디오 인터페이스를 설정된 픽셀 클럭 속도로 유지하지만 수직 귀선 기간을 동적으로 조절한다. 모니터는 새로운 프레임이 비디오 카드의 프레임 버퍼에 제공될 때까지 현재 수신된 이미지를 계속 표시하며, 새로운 이미지의 전송은 즉시 시작된다. 이 간단한 메커니즘은 낮은 모니터 레이턴시와 부드럽고 거의 끊김 없는 시청 경험을 제공하며, 타이밍 컨트롤러(TCON) 및 디스플레이 패널 인터페이스의 구현 복잡성을 줄여준다. 또한 새로운 이미지를 수신하지 않을 때 패널의 화면 재생 빈도를 줄여 배터리 수명 개선에도 도움이 된다.

### 기술
오리지널 프리싱크는 디스플레이포트 1.2a를 기반으로 하며, VESA가 어댑티브-싱크라고 부르는 선택적 기능을 사용한다. 이 기능은 AMD가 임베디드 디스플레이포트 1.0의 패널-셀프-리프레시(PSR) 기능에서 가져온 것으로, 노트북의 전력 절약을 위해 패널이 자체 재생을 제어할 수 있도록 한다. 따라서 AMD 프리싱크는 공개적으로 사용 가능한 프로토콜을 사용하여 부드럽고, 끊김 없고, 낮은 레이턴시의 게임 플레이를 가능하게 하는 하드웨어-소프트웨어 솔루션이다.
프리싱크는 또한 HDMI 1.2+에 프로토콜 확장으로 구현되었다. HDMI 2.1+도 자체적인 가변 주사율 시스템을 가지고 있다.

## 프리싱크 등급
AMD 프리싱크 기술은 AMD 프리싱크, AMD 프리싱크 프리미엄, AMD 프리싱크 프리미엄 프로의 세 가지 등급으로 나뉜다. AMD 프리싱크는 디스플레이가 그래픽 카드의 렌더링 출력에 맞게 낮은 레이턴시와 화면 재생 빈도 변화에 대한 인증을 통과해야 한다.
AMD 프리싱크 프리미엄은 낮은 프레임률 보상(LFC)과 FHD 해상도에서 최소 120Hz의 화면 재생 빈도를 추가로 요구한다. LFC는 게임의 프레임률이 디스플레이가 지원하는 최소 화면 재생 빈도보다 낮을 때, 프레임이 여러 번 표시되도록 하여 프레임률이 디스플레이가 지원하는 화면 재생 빈도 범위 내에 유지되고 부드러운 게임 플레이가 지속되도록 돕는다.
AMD 프리싱크 프리미엄 프로는 휘도 및 넓은 색 영역 요구 사항을 추가한다.

### 프리싱크 프리미엄 프로
2017년 1월, AMD는 프리싱크 2 HDR로 알려진 프리싱크의 2세대 발표했다. 2020년 1월, AMD는 프리싱크 2 HDR을 프리싱크 프리미엄 프로로 리브랜딩한다고 발표했다. 요구 사항에는 최소 프레임률을 제거하고 화면의 최대 레이턴시를 설정하는 것이 포함된다. 프리싱크 프리미엄 프로는 또한 넓은 색 영역 색 공간 및 증가된 디스플레이 밝기를 지원하여 색상 볼륨을 두 배로 늘리고, 비디오 카드 장치 드라이버 및 응용 프로그램 소프트웨어에 의한 HDR 지원 디스플레이의 직접적인 지원을 가능하게 한다. 색상 기본 및 최대/최소 휘도에 대한 디스플레이의 DisplayID/확장된 디스플레이 식별 데이터 메타데이터는 프레임 버퍼에 기록할 때 톤 매핑 단계를 조정하는 데 사용되어, OS 색 관리 및 비디오 인터페이스 회로에서 색 공간 및 전달 함수 처리를 오프로드하여 출력 레이턴시를 줄인다.

## 프리싱크 호환 APU 및 GPU
그래픽스 코어 넥스트의 2세대부터 시작하는 모든 AMD GPU는 프리싱크를 지원한다.
엔비디아 10 시리즈(파스칼) 및 드라이버 버전 417.71 이상을 사용하는 최신 GPU는 프리싱크를 지원한다.
콘솔 APU:
- 마이크로소프트 엑스박스 원 콘솔의 AMD 듀랑고 APU (프리싱크)
- 마이크로소프트 엑스박스 원 S 콘솔의 AMD 에드먼턴 APU (프리싱크 2.0 HDR로 알려졌던 프리싱크 프리미엄 프로)
- 마이크로소프트 엑스박스 원 X 콘솔의 AMD 스콜피오 APU (프리싱크 2.0 HDR로 알려졌던 프리싱크 프리미엄 프로)
- 마이크로소프트 엑스박스 시리즈 S 콘솔의 AMD 록하트 APU (프리싱크 2.0 HDR로 알려졌던 프리싱크 프리미엄 프로)
- 마이크로소프트 엑스박스 시리즈 X 콘솔의 AMD 스칼렛 APU (프리싱크 2.0 HDR로 알려졌던 프리싱크 프리미엄 프로)

## 같이 보기
- 맨틀
- 벌컨 (API)
- GPUOpen
- G-Sync
- 화면 재생 빈도